# Jatiya Party

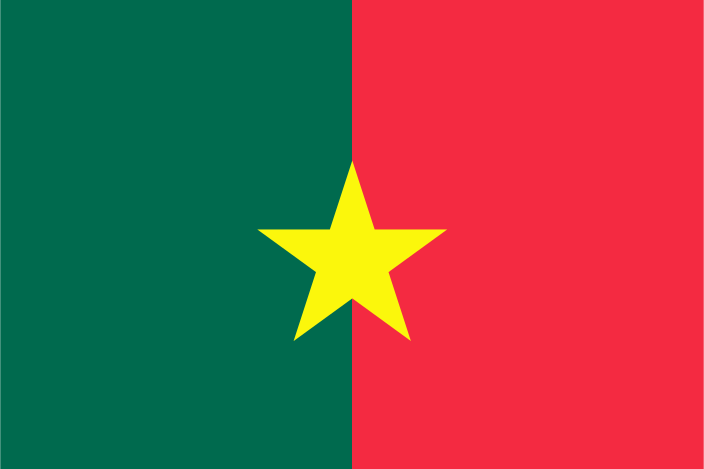
Flagge der Jatiya-Partei

Die Jatiya-Partei oder Jatiya Party (bengalisch জাতীয় পার্টি, „Nationale Partei“) ist eine Partei in Bangladesch. Sie gilt als konservativ-nationalistisch und dem Militär nahestehend.

## Geschichte
Die Partei wurde am 1. Januar 1986 vom ehemaligen Diktator und Präsidenten Hussain Muhammad Ershad gegründet. Bei den damaligen Parlamentswahlen im Jahre 1986 wurde sie aufgrund von Wahlbetrug und dem Boykott durch die beiden größten Parteien im Land zur stärksten Vertretung mit einer absoluten Mehrheit. Nach dem politischen Sturz Ershads und der Wiedereinrichtung der parlamentarischen Demokratie in Bangladesch musste die Jatiya Party starke Verluste hinnehmen und gehört heute zu den kleineren Parteien. Trotzdem war sie mehrmals in Folge abwechselnd als Koalitionspartner der beiden großen Parteien an der Macht beteiligt. 
Im Jahre 1997 spaltete sich ein Teil der Partei unter Führung des Ministers Anwar Hossain Manju ab und bildet seitdem die Jatiya Party (Manju). Im Jahr 2001 folgte eine weitere Abspaltung unter Führung von Naziur Rahman Manjur und Kazi Firoz Rashid, welche seitdem als Jatiya Party (Naziur-Firoz) auftritt. Zur Unterscheidung von diesen beiden Fraktionen wird die verbliebene Jatiya Party auch als Jatiya Party (Ershad) bezeichnet.
Bei den Wahlen zum Jatiyo Sangshad (Nationales Parlament) im Jahr 2008 erhielt die Partei 30 von 345 Sitzen. Bei den Wahlen im Jahr 2014 erhielt die Partei 11,3 % der Stimmen und 34 von 300 Sitzen, die über die Wahlkreise vergeben werden.
Hussain Muhammad Ershad war längjähriger Präsident der Partei bis zu seinem Tod 2019. Seitdem hat diese Position sein jüngerer Bruder Ghulam Muhammed Quader inne.